# Studio One
Das Studio One ist eines der erfolgreichsten jamaikanischen Plattenlabels. Es wurde im Oktober 1963 von Clement „Coxsone“ Dodd in Kingston gegründet.

## Hintergrund
Dodd betrieb das Tonstudio seit dem Jahre 1963 in der Brentford Road 13 in Kingston. Es hat sich seitdem zu einem wichtigen jamaikanischen Studio für Ska und Reggae entwickelt. 1965 wurde das Studio mit einem Zweispur-Aufnahmegerät und später mit einem Achtspur-Aufnahmegerät ausgestattet, was damals in Jamaika eine Sensation war, da ein derart technisch ausgestattetes Studio für jamaikanische Verhältnisse ungewöhnlich war. Die Jamaica Record Manufacturing Company Ltd. und die Label Studio One and Coxsone gehörten ebenfalls zum Studio.
An jedem Sonntag gab es im Studio One ein Vorsingen, wobei viele talentierte Sänger entdeckt wurden. Nahezu jeder Reggaestar hat irgendwann einmal im Studio One etwas aufgenommen, darunter The Skatalites, Horace Andy, Slim Smith, Lone Ranger, Bob Marley, Peter Tosh, Bunny Wailer, The Heptones, Don Drummond, Burning Spear oder Dennis Brown.

“Studio One was good elementary, high school, college, university: that's where I learn everytghing.”

„Studio One war eine gute Grundschule, weiterführende Schule, Hochschule, Universität: Dort habe ich alles gelernt.“

## Liste bekannter Studio-One-Künstler
Sound Dimension, Delroy Wilson, Freddie McGregor, The Gaylads, The Gladiators, The Wailers, Hortense Ellis, Jackie Estick, Jackie Mittoo, Jackie Opel, John Holt, Johnny Osbourne, Willi Williams, Lennie Hibbert, Brentford All Stars, Michigan & Smiley, The Cables, Larry Marshall, Sugar Minott, Alton Ellis, Carlton & The Shoes, Cornell Campbell, Roland Alphonso, Bob Andy, Ken Boothe, Marcia Griffiths, Carl Dawkings, Carlton Livingstone, Halfpint, Dennis Alcapone, Devon Russel, Doreen Shaffer, Viceroys, Tommy McCook, Wailing Souls, Winston Francis, Freddie McKay, Ernest Ranglin, Ernest Wilson, Earl 16, Frankie Paul, Basil Daley, Barry Brown, Brigadier Jerry, Jacob Miller, Jay Tees, Jeniffer Lara, Joe Higgs, Joseph Cotton, Larry Marshall, Lascelles Perkins, Lee Perry, Leroy Sibbles.

## Diskografie (Auswahl)
- King Stitt, Dance Hall ’63, Studio One
- Ska Bonanza: The Studio One Ska Years, Heartbeat
- Roland Alphonso, Something Special: Ska Hot Shots, Heartbeat
- Don Drummond, The Best Of Don Drummond, Studio One
- The Skatalites, Ska Authentic, ND; Studio One
- The Skatalites, Ska Authentic Vol. 2, ND, Studio One
- The Skatalites, Foundation Ska, Heartbeat
- Ernest Ranglin, Sound & Power, Studio One
- Peter Tosh, The Toughest, Heartbeat
- Bob Andy, Song Book, Coxsone
- Ken Boothe, A Man & His Hits
- Ken Boothe, Mr. Rocksteady, Studio One
- The Heptones, On Top, Studio One
- The Heptones, Fattie Fattie [The Heptones], Studio One
- The Heptones, Sea Of Love, Heartbeat
- Delroy Wilson, Original Twelve-The Best Of Delroy Wilson, Coxsone; Heartbeat
- Delroy Wilson, I Shall Not Remove, Studio One
- Delroy Wilson, Dancing Mood, Studio One
- Delroy Wilson, Good All Over, Coxsone
- Various Artists, Mojo Rocksteady, Heartbeat
- Various Artists, Studio One Ska, Soul Jazz
- Cedric Brooks, Im Flash Forward, Studio One
- Burning Spear, Presenting, Studio One
- Burning Spear, Rocking Time, Studio One
- Alton Ellis, Sunday Coming, Studio One; Heartbeat
- Alton Ellis, Sings Rock & Soul, Coxsone; Studio One
- Larry Marshall, Presenting Larry Marshall, Studio One; Heartbeat
- Jackie Mittoo, Tribute to Jackie Mittoo, Heartbeat
- Jackie Mittoo, The Keyboard King at Studio One, Universal Sound/Soul Jazz
- Jackie Mittoo, Evening Time, Studio One
- Jackie Mittoo & The Soul Bothers, Last Train To Skaville, Soul Jazz
- The Wailing Souls, The Wailing Souls, Studio One
- Bob Marley & The Wailers, One Love at Studio One, Heartbeat
- Bob Marley & The Wailers, Wailers & Friends, Heartbeat
- Bob Marley & The Wailers, Destiny: Rare Ska Sides From Studio One, Heartbeat
- Bob Marley & The Wailers, Climb The Ladder, Heartbeat
- Lee Perry, Chicken Scratch, Heartbeat
- Jackie Opel, The Best Of Jackie Opel, Studio One
- Jackie Opel, Cry Me A River, Studio One
- Lord Creator, Golden Love, Studio One
- Roy Burrowes / Clifford Jordan / Charles Davis, Reggae Au Go Jazz, Studio One
- The Clarendonians, The Best Of The Clarendonians, Coxsone
- Peter Tosh, The Toughest, Heartbeat
- Carlton & The Shoes, Love Me Forever, Studio One
- The Gaylads, Soul Beat, Studio One
- Marcia Griffiths, The Original (At Studio One), Studio One
- Marcia Griffiths, Truly, Heartbeat
- Slim Smith, Born to Love, Studio One; Heartbeat
- The Termites, Do The Rock Steady, Studio One; Heartbeat
- Clement ‘Coxsone’ Dodd Productions, Feel Like Jumping, Heartbeat
- Clement ‘Coxsone’ Dodd Productions, Get Ready Rock Steady, Coxsone
- Clement ‘Coxsone’ Dodd Productions, Studio One Rockers, Soul Jazz
- Clement ‘Coxsone’ Dodd Productions, Studio One Scorchers, Soul Jazz
- Clement ‘Coxsone’ Dodd Productions, Studio One Soul, Soul Jazz
- Clement ‘Coxsone’ Dodd Productions, 7 Inch Auction, Studio One/Peckings